# Juraj Mikuš
Juraj Mikuš (ur. 30 listopada 1988 w Trenczynie) – słowacki hokeista, reprezentant Słowacji, olimpijczyk.

## Kariera
- HC Dukla Trenczyn U18 (2004-2006)
- HC Dukla Trenczyn U20 (2006-2007)
- HC Dukla Trenczyn (2007-2009)
  -  HK 95 Považská Bystrica (2007)
  -  Słowacja U-20 (2008)
  -  HC Dukla Senica (2009)
- Toronto Marlies (2009-2012)
- HC Lev Praga (2012-2014)
- Sparta Praga (2014-2018)
- HC Kometa Brno (2018)
- HC Pardubice (2018-)

Wychowanek HC Dukla Trenczyn. W 2007 roku został wybrany w drafcie NHL 2007 przez Toronto Maple Leafs (runda 5, numer 134). W czerwcu 2009 roku podpisał kontrakt z Toronto Maple Leafs, jednak we wrześniu został przekazany do klubu farmerskiego, Toronto Marlies, w którym rozegrał trzy sezony. Od czerwca 2012 roku zawodnik HC Lev Praga. Po sezonie 2012/2013 przedłużył o rok kontrakt z klubem o dwa lata. Od lipca 2014 zawodnik Sparty Praga. W styczniu 2016 przedłużył kontrakt o dwa lata. Od maja 2018 zawodnik Komety Brno. W listopadzie 2018 został wypożyczony do HC Pardubice.
Uczestniczył w turniejach mistrzostw świata w 2015, 2016, 2017 oraz zimowych igrzysk olimpijskich 2018.

## Sukcesy
Klubowe
- Srebrny medal mistrzostw Słowacji: 2007
- Finał KHL o Puchar Gagarina: 2014 z HC Lev Praga